# Stefan J. Geibel
Stefan J. Geibel (* 15. Oktober 1968 in Stuttgart) ist ein deutscher Jurist und Hochschullehrer an der Ruprecht-Karls-Universität Heidelberg.

## Leben
Geibel studierte die Rechtswissenschaften an der Universität Tübingen, wo er 1994 sein Erstes Juristisches Staatsexamen ablegte. 1996 folgte das Zweite Examen. Anschließend war er drei Jahre lang als Rechtsanwalt tätig, unter anderem bei Hengeler Mueller in Frankfurt am Main. 2000 kehrte er nach Tübingen zurück, um dort bei Gottfried Schiemann seine Promotion abzulegen, die er 2002 abschloss. 2006 folgte seine Habilitation, ebenfalls in Tübingen, mit der die Verleihung der Lehrbefugnis für die Fächer Bürgerliches Recht, Handels- und Gesellschaftsrecht sowie Steuerrecht einherging. Während eines Forschungsaufenthaltes an der Universität Aix-Marseille erwarb er den Titel Maître en droit.
In der Folge vertrat Geibel einige Lehrstühle an den Universitäten München, Mainz, Konstanz und Dresden. Inzwischen hat er die Professur für Bürgerliches Recht und Nebengebiete, insbesondere Stiftungsrecht unter Berücksichtigung seiner europäischen und internationalen Bezüge an der Universität Heidelberg inne, die als Brückenprofessur zwischen der Juristischen Fakultät und dem Centrum für soziale Investitionen und Innovationen (CSI), dessen wissenschaftlicher Direktor Geibel ist, dient. Zudem ist Geibel einer der Direktoren des Instituts für Deutsches und Europäisches Gesellschafts- und Wirtschaftsrecht der Universität Heidelberg.
Seine Forschungsschwerpunkte liegen insbesondere im Bürgerlichen Recht, dem Stiftungs- und Gemeinnützigkeitsrecht, dem Handels- und Gesellschaftsrecht, dem Europäischen Privatrecht, dem Bank- und Kapitalmarktrecht und dem Steuerrecht. Geibel ist außerdem Mitglied zahlreicher Vereinigungen, wie beispielsweise der Zivilrechtslehrervereinigung und der European Association of Tax Law Professors (EATLP), ferner ist er Vertrauensdozent der Studienstiftung des deutschen Volkes.
Stefan J. Geibel ist verheiratet und hat zwei Kinder.

## Werke (Auswahl)
- Der Kapitalanlegerschaden. Mohr Siebeck, Tübingen 2002, ISBN 978-3-16-147906-9. (Dissertation)
- Treuhandrecht als Gesellschaftsrecht. Mohr Siebeck, Tübingen 2008, ISBN 978-3-16-149574-8. (Habilitation)

Zudem ist Geibel Mitherausgeber einiger Zeitschriften, wie der Zeitschrift für Gemeinschaftsprivatrecht (GPR), der Zeitschrift für das Juristische Studium (ZJS) und der Zeitschrift für das Recht der Non Profit Organisationen (npoR).